# Sho Naruoka
Sho Naruoka (født 31. maj 1984) er en japansk fodboldspiller, som spiller for den japanske fodboldklub Fujieda MYFC.